# Todd Endelman
Todd Michael Endelman (* 10. November 1946 in Fresno) ist emeritierter William-Haber Professor für Jüdische Geschichte an der University of Michigan. Er ist spezialisiert auf die Sozialgeschichte der Juden in Westeuropa und in der anglo-jüdischen Geschichte. Seit 2012 ist er im Ruhestand.
Endelman erhielt 1968 einen B.A. an der University of California, Berkeley, den M.A. 1972 und den Ph.D. 1976 an der Harvard University.
Er lehrte erst an der Yeshiva University und der Indiana University, dann ging er 1985 an die Universität Michigan. Endelman war 11 Jahre lang Direktor des Jean & Samuel Frankel Center for Judaic Studies. Während seiner Amtszeit wuchs das Programm, ein Master-Programm wurde eingerichtet sowie das Frankel Institute for Advanced Judaic Studies mit einem Stiftungsvermögen von 20 Millionen Dollar. Keinem Programm für jüdische Studien wurde jemals mehr gestiftet.
2005 folgte ihm Deborah Dash Moore.
Das Jewish Book Council verlieh ihm 1980 den National Jewish Book Award.

## Schriften
- The Jews of Georgian England, 1714–1830: Tradition and Change in a Liberal Society (1979)
- Radical Assimilation in Anglo-Jewish History, 1656–1945 (1990)
- The Jews of Britain, 1656–2000 (2002), ISBN 978-0-520-22720-0
- Broadening Jewish History: Towards a Social History of Ordinary Jews (2011)
- Leaving the Jewish Fold: Conversion and Radical Assimilation in Modern Jewish History (2015), ISBN 978-0-691-00479-2[2]
- The Last Anglo-Jewish Gentleman: The Life and Times of Redcliffe Nathan Salaman (2022), ISBN 978-0-253-06175-1